# Петровська (Верховазький район)
Петро́вська (рос. Петровская) — присілок у складі Верховазького району Вологодської області, Росія. Входить до складу Нижньо-Вазького сільського поселення.

## Населення
Населення — 17 осіб (2010; 15 у 2002).
Національний склад (станом на 2002 рік):
- росіяни — 93 %